# Monacia-d'Aullène
Monacia-d'Aullène är en kommun i departementet Corse-du-Sud på ön Korsika i Frankrike. Kommunen ligger i kantonen Figari som tillhör arrondissementet Sartène. År 2022 hade Monacia-d'Aullène 546 invånare.

## Befolkningsutveckling
Antalet invånare i kommunen Monacia-d'Aullène
Referens:INSEE